# Mervans
Mervans település Franciaországban, Saône-et-Loire megyében. Lakosainak száma 1488 fő (2022. január 1.). Mervans La Racineuse, Devrouze, La Chapelle-Saint-Sauveur, La Chaux, Dampierre-en-Bresse, Diconne, Saint-Germain-du-Bois, Serley, Serrigny-en-Bresse és Villegaudin községekkel határos.

## Népesség
A település népességének változása:
| Lakosok száma | 1467 | 1484 | 1503 | 1494 | 1499 | 1505 | 1502 | 1493 | 1488 |
|               | 2013 | 2015 | 2016 | 2017 | 2018 | 2019 | 2020 | 2021 | 2022 |